# Louis Lust
Louis Ferdinand Otto Lust (* 6. März 1834 in Schweidnitz; † 25. Mai 1920 in Berlin) war ein preußischer Generalmajor.

## Leben

### Herkunft
Louis war ein Sohn des preußischen Oberstleutnants Ferdinand Lust (1788–1846) und dessen Ehefrau Arabella von Taubenheim (1815–1839). Sein Großvater war der Forstmeister Andreas Ludwig Lust.

### Militärkarriere
Nach dem Besuch der Kadettenhäuser in Wahlstatt und Berlin wurde Lust am 27. April 1852 als Sekondeleutnant dem 10. Infanterie-Regiment der Preußischen Armee überwiesen. Von Juni 1854 bis Februar 1855 war er als Adjutant des III. Bataillons im 10. Landwehr-Regiment in Schweidnitz kommandiert. In gleicher Eigenschaft diente Lust anschließend beim I. Bataillon seines Stammregiments und wurde Mitte Juni 1857 zum Regimentsadjutanten ernannt. Er avancierte am 31. Mai 1859 zum Premierleutnant und war ab Mitte Januar 1860 zunächst zum Generalkommando des V. Armee-Korps und anschließend als Adjutant der 20. Infanterie-Brigade kommandiert. Daran schloss sich ab dem 9. Juni 1864 eine Kommandierung in gleicher Funktion bei der 10. Infanterie-Brigade während des Krieges gegen Dänemark an.
Unter Beförderung zum Hauptmann trat Lust am 11. Oktober 1864 als Kompaniechef in seinem Stammregiment in den Truppendienst zurück. Während des Deutschen Krieges von 1866 kämpfte er in der Schlacht bei Königgrätz. Nach dem Krieg wurde er am 16. März 1869 zunächst in den Großen Generalstab und von dort am 27. April 1869 in den Generalstab der 18. Division versetzt. Lust steig am 21. Oktober 1869 zum Major und nahm während des Krieges gegen Frankreich 1870/71 an den Schlachten bei Colombey, Gravelotte, Noisseville, Orleans, Beaugency und Le Mans sowie den Gefechten bei Vienne und Épuisay teil. Ferner befand er sich bei der Belagerung von Metz. Für sein Wirken erhielt Lust beide Klassen des Eisernen Kreuzes.
Nach dem Krieg wurde Lust am 11. März 1873 als Kommandeur des II. Bataillons in das 7. Pommersche Infanterie-Regiment Nr. 54 nach Kolberg versetzt. Am 19. September 1874 stieg er zum Oberstleutnant auf und wurde am 16. März 1875 Kommandeur des Kadettenhaus Oranienstein. Daran schloss sich am 3. August 1876 eine Verwendung als Kommandeur der Hauptkadettenanstalt in Berlin sowie seine Beförderung zum Oberst am 18. Oktober 1878 an. Unter seiner Leitung erfolgte der Umzug nach Groß-Lichterfelde und die Einrichtung der dortigen neuen Gebäude. Mit Abschluss der Errichtung verlieh ihm Wilhelm I. am 19. Dezember 1878 den Roten Adlerorden III. Klasse mit Schleife.
Aufgrund seiner starken Kurzsichtigkeit war er nicht mehr truppendiensttauglich und wurde daher am 3. Februar 1880 zum Bezirkskommandeur des Reserve-Landwehr-Regiments (Berlin) Nr. 35 ernannt. In dieser Eigenschaft erhielt Lust Anfang April 1880 die Erlaubnis zur Annahme des Komturkreuzes des Ordens der Württembergischen Krone. Unter Verleihung des Charakters als Generalmajor erhielt Lust am 17. Oktober 1883 seinen Abschied mit Pension bewilligt.
Nach seiner Verabschiedung wurde ihm am 22. März 1897 der Kronen-Orden II. Klasse verliehen. Er starb am 25. Mai 1920 in Berlin.

### Familie
Lust heiratete am 7. Juli 1869 in Breslau Klara von Hackewitz (1839–1917), eine Tochter des preußischen Generalmajors Gustav von Hackewitz.